# Albert Giger
Albert Giger (Rhäzüns, 7 ottobre 1946 – 4 settembre 2021) è stato un fondista svizzero.

## Palmarès

### Olimpiadi invernali
- Bronzo a Sapporo 1972 nella staffetta 4x10 km.